# Comunicació Literària
Comunicació Literària fou una societat literària present a la Barcelona de finals del segle xviii.
Aquesta acadèmia o societat literària, va estar activa a Barcelona durant nou o deu anys cap a finals del segle xviii, molt probablement cap al voltant de 1780. Estigué formada per personatges com el prevere Simó Pla, els doctors Miquel Pla i Josep Puiggarí, Josep Barberí, Joan Ignasi Savall, l’impressor Francesc Surià i Burgada, el farmacèutic Josep Antoni Savall i Valldejuli i el metge i poeta Ignasi Ferreres. La composició i extracció social, aparentment homogènia, dels seus membres era diferent de la d'altres societats i acadèmies literàries de l'època.
Aquesta societat mantingué sempre un esperit explícitament reivindicatiu de la llengua catalana, la qual feien servir per a les seves comunicacions. Entre aquestes destaca l'Apologia de l’idioma català, composta per Ignasi Ferreres no més tard del maig de 1796, i també, composicions poètiques, entre les quals, alguna de caràcter anticlerical.
L'extracció social dels seus membres, la relació pel que fa a la llengua en l'Apologia, i el fet que cap dels membres de la societat no ho era també de l'Acadèmia de Bones Lletres fa pensar que, molt probablement, hi havia algun tipus d'oposició amb els membres d’aquesta.